# Nahal Oren
Nahal Oren (en árabe: Uadi Fallah‎, en hebreo: נַחַל אוֹרֶן‎) es un yacimiento arqueológico de época prehistórica situado en la orilla norte del Uadi de Nahal Oren, al sur del monte Carmelo en Israel. El yacimiento comprende una cueva y la pequeña terraza de enfrente.
El yacimiento se excavó por primera vez en 1941.[1] Se han encontrado industrias de las culturas kebariense (Paleolítico superior), natufiense (Epipaleolítico) y del neolítico precerámico A y B.

## Excavaciones
El yacimiento fue objeto de varias campañas de excavación. Bajo la dirección de Moshe Stekelis se empezó a excavar en 1942, y después volvería en diferentes campañas desde 1954 hasta 1960 (con el apoyo de Tamar Yzraely-Noy), y de 1969 a 1970 (apoyado por Eric Higgs y Anthony Legge). Durante las excavaciones realizadas entre 1958 y 1960, se encontraron en esta cueva herramientas de sílex que datan del Paleolítico medio, entre 80 000 y 40 000 a. C. Al quedar la cueva enterrada bajo deslizamientos, las excavaciones se concentraron principalmente en la terraza, en una superficie de aproximadamente 400 m², donde se descubrieron hasta nueve nivelesː
| Kebariense              | niveles IX-VII | 18 250 - 15 300 a. C. |
| Natufiense              | niveles VI-V   | 15 000 - 11 500 a. C. |
| Neolítico precerámico A | niveles IV-III | 11 500 - 10 500 BP    |
| Neolítico precerámico B | niveles II-I   | 10 500 - 9000 a. C.   |

## Descripción
En el yacimiento de Nahal Oren se hallaron restos de consumo de trigo, aunque no estaba claro si se trataba de una especie cultivada o salvaje. Cabe decir que el grano era relativamente raro en el sitio en comparación con otros recursos alimenticios. La cronología de los granos de trigo farro encontrados en Nahal Oren indica que el cultivo de grano podría haber empezado hace 16 000 años. En 1985, las tres espiguillas de trigo farro cultivadas encontradas en un contexto kebarariense en Wadi Oren se consideraron tan antiguas que se ha pensado que se trate de una anomalía. Aunque los hallazgos de los granos de trigo no indican directamente la existencia de cultivos. Es posible que estos granos se recogieran de plantas silvestres.

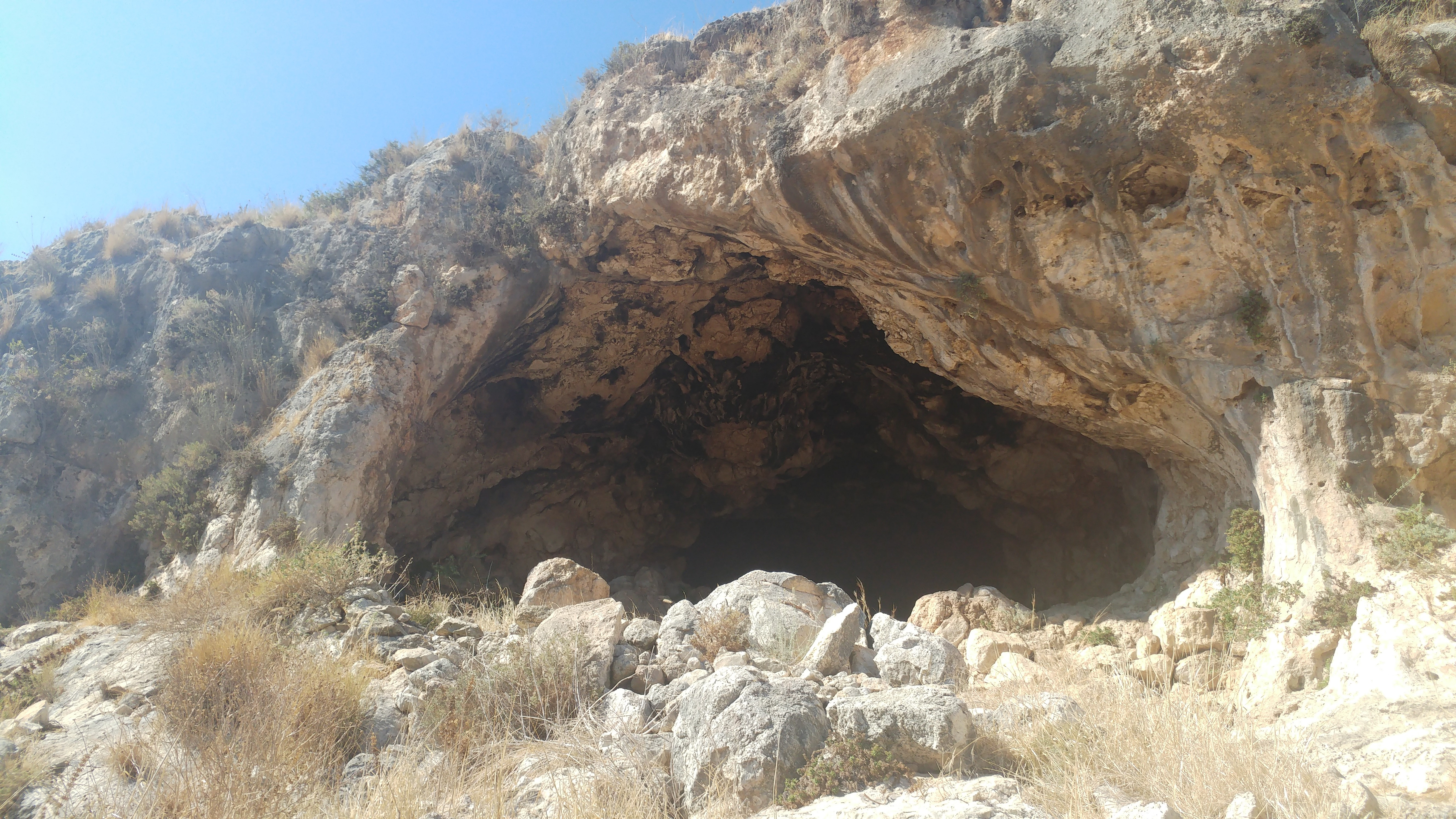
Entrada de la cueva.

Durante la ocupación neolítica, la principal fuente de alimento en el lugar parece ser las gacelas, ya juzgar por la alta incidencia de huesos de ejemplares jóvenes, se cree que estos animales podrían haber sido domesticados. El cambio posterior hacia la cría de cabras puede haberse dado porque estas son menos selectivas en su dieta que las gacelas, y pueden pastar en zonas donde las gacelas no lo harían.
Muy cerca, sobre cuatro terrazas artificiales, se consptruyó un poblado durante el neolítico precerámico A de unas 13 casas semicirculares y otras estructuras. Los edificios eran similares a los del precerámico A de Jericó. En este asentamiento. solo se descubrió un único enterramiento humano. No había ajuar funerario asociado a la fosa funeraria, y el esqueleto estaba completo con la excepción del cráneo, que había sido eliminado, un primer ejemplo de una práctica que se extenderá durante el neolítico.

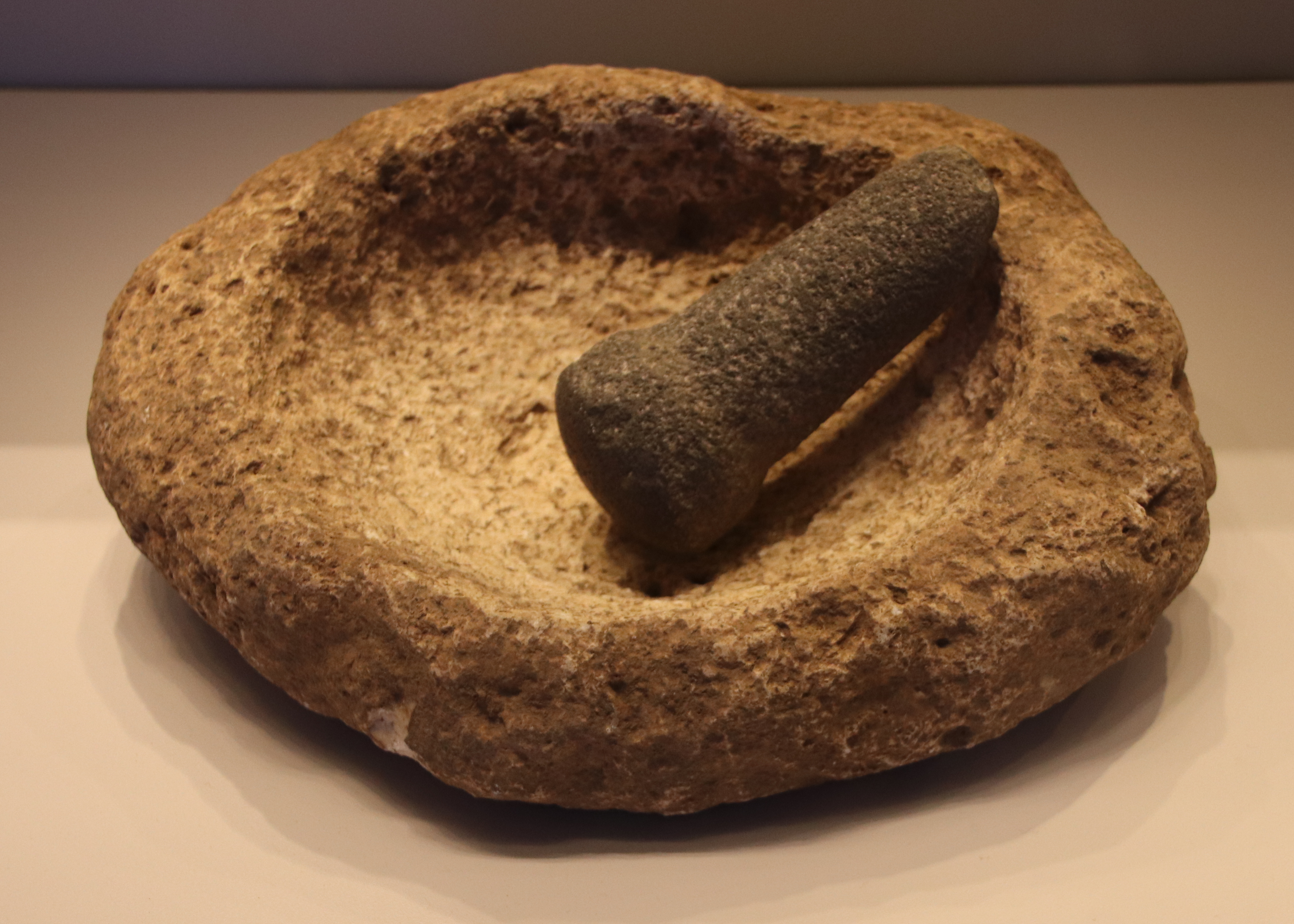
Mortero encontrado en Nahal Oren.

Los restos del poblado que siguió a este durante el precerámico B son mucho más escasos, pero parecen una continuación de la fase del precerámico A.